# Пицокорно (Павија)
Пицокорно је насеље у Италији у округу Павија, региону Ломбардија.
Према процени из 2011. у насељу је живело 56 становника. Насеље се налази на надморској висини од 481 м.